# غافاتسانا
غافاتسانا (بالإيطالية: Gavazzana)‏ هي بلدية في مقاطعة ألساندريا في إقليم بييمونتي في إيطاليا.

## السكان
في سنة 1861 بلغ عدد السكان 267 نسمة، وتطور العدد ليصل في سنة 2011 لـ 172 نسمة.
يظهر هذا المخطط البياني تطور النمو السكاني لـ غافاتسانا